# Phoebe Stänz
Phoebe Stänz (* 7. Januar 1994 in Zetzwil) ist eine ehemalige Schweizer Eishockeyspielerin, die über viele Jahre für die Schweizer Eishockeynationalmannschaft der Frauen, an der US-amerikanischen Yale University sowie in Schweden und der Schweiz aktiv war. Seit 2022 betreibt sie Shorttrack.

## Karriere
Stänz spielte als Juniorin bis 2009 für die ZSC Lions und debütierte dort bereits im jungen Alter für die Frauenmannschaft des Vereins in der Leistungsklasse A. Anschliessend war sie ein Jahr bei einem Juniorenteam im kanadischen Kelowna aktiv, um zwischen 2010 und 2012 in die Schweiz in die Juniorenabteilung des EHC Kloten zurückzukehren. Danach besuchte sie für ein Jahr die Choate Rosemary Hall, eine Privatschule in den Vereinigten Staaten.

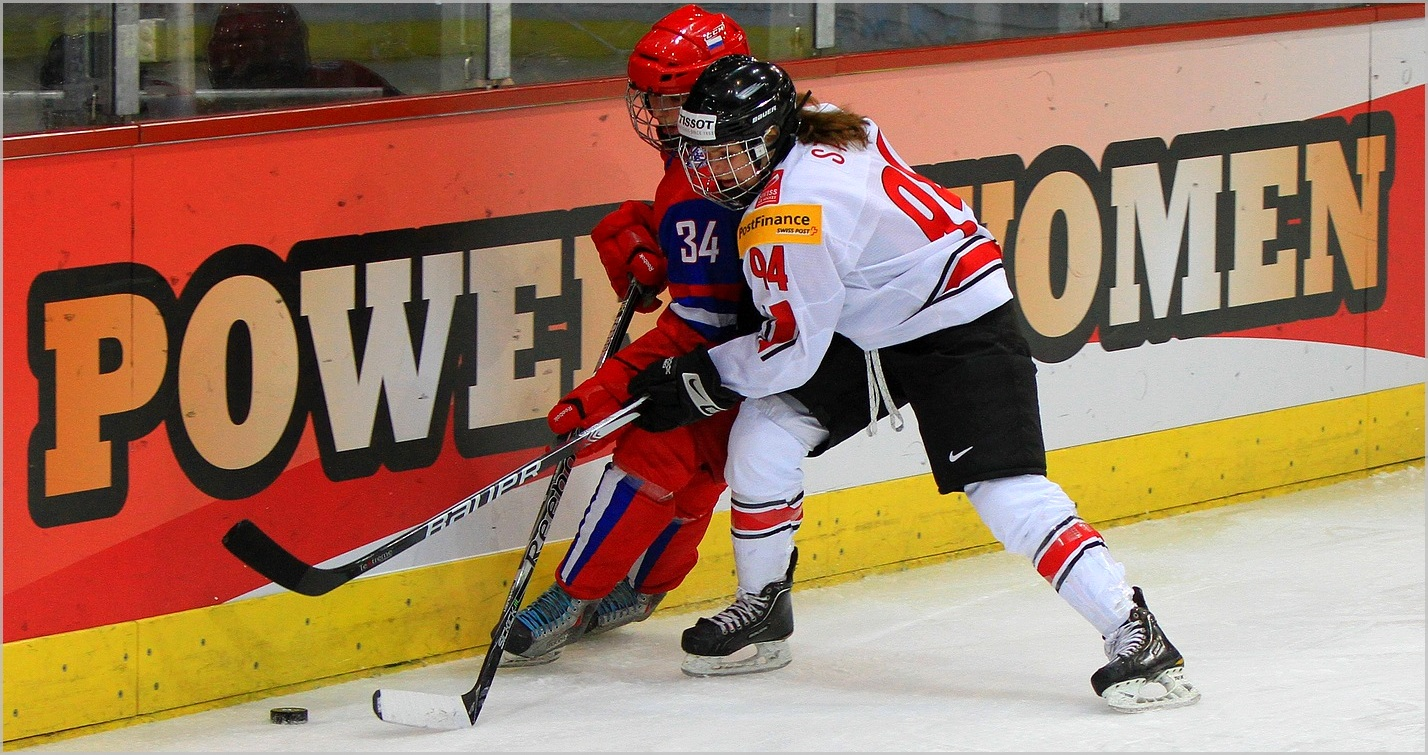
Stänz (weisses Trikot) bei der Weltmeisterschaft 2011

Von dort zog es die Stürmerin für ihr Studium zum Schuljahr 2013/14 an die Yale University. Neben ihrem Studium spielte sie die folgenden vier Jahre für das Universitätsteam in der ECAC Hockey, einer Division im Spielbetrieb der National Collegiate Athletic Association. Nach Abschluss der Ausbildung kehrte sie nach Europa zurück und lief mit Beginn der Saison 2017/18 für den SDE HF in der Svenska damhockeyligan auf. Beim SDE HF war sie mit 23 Toren und 8 Assists in 37 Spielen die Topscorerin. Anschließend kehrte sie in die Schweiz zurück und wurde vom HC Lugano verpflichtet.

### International
Stänz debütierte im Alter von 16 Jahren für die U18-Juniorinnen-Auswahl. Mit der Mannschaft nahm sie an der U18-Frauen-Weltmeisterschaft 2010 der Division I teil und schaffte mit den Eidgenössinnen den Aufstieg in die Top-Division. Im Folgejahr bestritt die Angreiferin sowohl die U18-Frauen-Weltmeisterschaft 2011 und mit der Frauen-Nationalmannschaft die Weltmeisterschaft 2011. Das gleiche Programm absolvierte Stänz auch im Jahr 2012. Persönlich schloss sie die U18-Frauen-Weltmeisterschaft 2012 als drittbeste Scorerin des Wettbewerbs ab, konnte damit den Wiederabstieg der Schweiz aber nicht verhindern. Bei der Weltmeisterschaft 2012 gewann sie dann die Bronzemedaille mit der Landesauswahl.
Weitere Teilnahmen bei Weltmeisterschaften hatte Stänz in den Jahren 2013, 2015, 2016 und 2017. Überstrahlt wurden diese Teilnahmen aber vom Gewinn der Bronzemedaille bei den Olympischen Winterspielen 2014 in Sotschi. Vier Jahre später liess die Offensivspielerin bei den Olympischen Winterspielen 2018 in Pyeongchang nach erfolgreicher Qualifikation ihre zweite Olympiateilnahme folgen.

## Erfolge und Auszeichnungen
- 2010 Aufstieg in die Top-Division bei der U18-Frauen-Weltmeisterschaft der Division I
- 2012 Goldmedaille bei der Weltmeisterschaft
- 2014 Bronzemedaille bei den Olympischen Winterspielen
- 2019 Schweizer Meister mit den HC Ladies Lugano

## Karrierestatistik

### International
Vertrat die Schweiz bei:
| - U18-Frauen-Weltmeisterschaft der Division I 2010 - U18-Frauen-Weltmeisterschaft 2011 - Weltmeisterschaft 2011 - U18-Frauen-Weltmeisterschaft 2012 - Weltmeisterschaft 2012 - Weltmeisterschaft 2013 | - Olympischen Winterspielen 2014 - Weltmeisterschaft 2015 - Weltmeisterschaft 2016 - Qualifikation zu den Olympischen Winterspielen 2018 - Weltmeisterschaft 2017 - Olympischen Winterspielen 2018 - Weltmeisterschaft 2019 - Weltmeisterschaft 2021 - Olympischen Winterspielen 2022 |

(Legende zur Spielerstatistik: Sp oder GP = absolvierte Spiele; T oder G = erzielte Tore; V oder A = erzielte Assists; Pkt oder Pts = erzielte Scorerpunkte; SM oder PIM = erhaltene Strafminuten; +/− = Plus/Minus-Bilanz; PP = erzielte Überzahltore; SH = erzielte Unterzahltore; GW = erzielte Siegtore; 1 Play-downs/Relegation; Kursiv: Statistik nicht vollständig)